# 포리마
처녀자리 감마는 처녀자리 방향에 있는 항성이다. 이 별의 고유 명칭으로는 포리마와 아리크가 있다.
감마별은 쌍성으로 겉보기 등급 3.48과 3.50(거의 같다)의 두 별로 이루어져 있으며 분광형은 둘 다 F0V이다. 1990년 하인츠 소재 스프롤 천문대 관측 계산에 의하면 두 별의 공전주기는 168.68년이다. 두 별의 밝기는 합쳐서 2.9 정도이다. 지구에서는 32광년 떨어져 있다.
처녀자리 감마는 황도에 가까이 있기 때문에 달 혹은 행성들이 이 별을 가릴 때가 있다.

## 거리 및 위치각의 변화
아래 표는 두 별 사이의 거리와 위치각 변화를 싣고 있다. 첫 번째 세 열은 1937년 계산한 궤도로부터 예상한 자료이며, 두 번째 세 열은 한웰 커뮤니티 천문대에서 조사한 자료에 의한 것이다.
| 1937년 궤도로부터의 예상치 | 1937년 궤도로부터의 예상치 | 1937년 궤도로부터의 예상치 | 2003 ~ 2005년 사이의 관측 결과 | 2003 ~ 2005년 사이의 관측 결과 | 2003 ~ 2005년 사이의 관측 결과 |
| 년도                       | 거리                       | 위치각                     | 일자                           | 거리                           | 위치각                         |
| -------------------------- | -------------------------- | -------------------------- | ------------------------------ | ------------------------------ | ------------------------------ |
| 1995                       | 2.5"                       | 280                        |                                |                                |                                |
| 2000                       | 1.8"                       | 267                        |                                |                                |                                |
| 2002                       | 1.5"                       | 259                        |                                |                                |                                |
| 2003                       |                            |                            | 2003 12월                      | 0.6 초각                       | 219°                           |
| 2004                       | 1.2"                       | 246                        | 2004 12월                      | 0.4 초각                       | 177°                           |
| 2005                       |                            |                            | 2005 4월                       | 0.27-0.29"                     | 161±0.6°                       |
| 2006                       | 0.8"                       | 221                        |                                |                                |                                |
| 2008                       | 0.4"                       | 126                        |                                |                                |                                |
| 2010                       | 0.9"                       | 44                         |                                |                                |                                |